# Lista das Playmates da Playboy de 1957

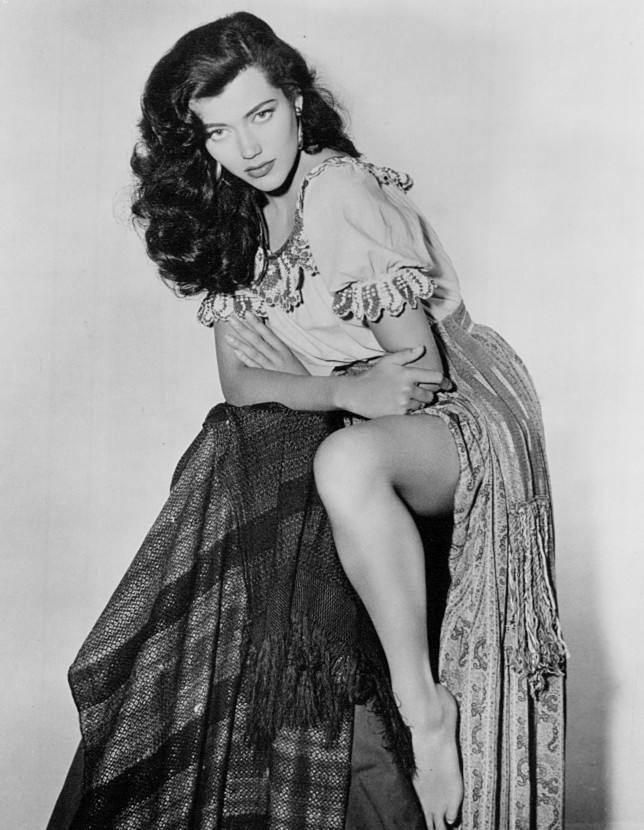
Saundra Edwards em 1959.

A seguir está uma lista das Playmates da Playboy de 1957. A revista Playboy nomeia sua Playmate do mês ao longo do ano, as quais recebem o título de Miss conforme o mês (exemplo: Miss Outubro).

## Janeiro
June Blair (née Margaret June Blair; 20 de outubro de 1932 - 4 de dezembro de 2022) foi uma modelo e atriz americana. Ela é mais conhecida por ser a Playmate do mês da revista Playboy na edição de janeiro de 1957. Sua página central foi fotografada por Hal Adams. Ela morreu em Sherman Oaks, Califórnia, em 4 de dezembro de 2022, aos 90 anos.

## Fevereiro
Sally Todd (née Sarah Joan Todd; 7 de junho de 1934 – 21 de novembro de 2022) foi uma atriz e modelo americana. Ela foi a Playmate do mês da revista Playboy na edição de fevereiro de 1957. Sua página central foi fotografada por David Sutton e Ed DeLong.

## Março
Saundra Edwards (12 de março de 1938 - 2 de junho de 2017) foi uma atriz e modelo americana. Ela foi a Playmate do mês da revista Playboy na edição de março de 1957. Sua página central foi fotografada por Peter Gowland.

## Abril

Dawn Richard, Miss Maio de 1957.

Gloria Windsor (nascida em 1935) é uma modelo americana. Ela foi a Playmate do mês da revista Playboy na edição de abril de 1957. Sua página central foi fotografada por Hal Adams.

## Maio
Dawn Richard (nascida em 5 de março de 1936) é uma modelo e atriz americana. Ela foi a Playmate do mês da revista Playboy na edição de maio de 1957. Sua página central foi fotografada por Ed DeLong e David Sutton.

## Junho
Carrie Radison (nascida em 1º de novembro de 1938) é uma modelo e atriz americana. Ela foi a Playmate do mês da revista Playboy na edição de junho de 1957. Sua página central foi fotografada por Desmond Russell.

## Julho
Jean Jani (nascido em 31 de outubro de 1931) é um modelo americano. Ela foi a Playmate do mês da revista Playboy na edição de julho de 1957. Sua página central foi fotografada por Peter Gowland.

## Agosto

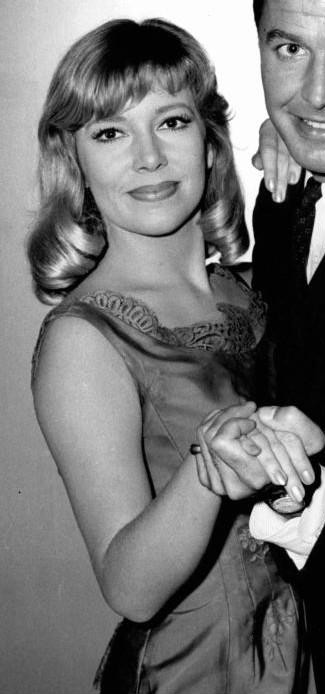
Sally Todd e Dean Miller na série The Tab Hunter Show, 1961.

Dolores Donlon (née Patricia Vaniver; 19 de setembro de 1920 - 30 de novembro de 2012) foi uma modelo e atriz americana. Ela foi a Playmate do mês da revista Playboy na edição de agosto de 1957. Sua página central foi fotografada por Peter Gowland.

## Setembro
Jacquelyn Prescott (nascida em 1936) é uma modelo americana. Ela foi a Playmate do mês da revista Playboy na edição de setembro de 1957. Sua página central foi fotografada por Mario Casili, a primeira Playmate de sua longa carreira na Playboy.

## Outubro
Colleen Farrington (5 de agosto de 1936 - 12 de outubro de 2015) foi uma modelo e cantora de boate americana. Ela foi a Playmate do mês da revista Playboy na edição de outubro de 1957. Sua página central foi fotografada por Peter Basch. Farrington morreu em Júpiter, na Flórida, aos 79 anos. Ela é a mãe da atriz indicada ao Oscar Diane Lane.

## Novembro
Marlene Callahan (nascida em 24 de agosto de 1937) é uma modelo, atriz e fotógrafa americana. Ela foi a Playmate do mês da revista Playboy na edição de novembro de 1957. Sua página central foi fotografada por Vivienne Lapham.

## Dezembro
Linda Vargas (20 de abril de 1939 - 26 de maio de 1973) foi uma modelo americana. Ela foi a Playmate do mês da revista Playboy na edição de dezembro de 1957. Sua página central foi fotografada por Herbert Melford e Mike Shea.
Vargas, que começou a modelar quando adolescente, teve uma carreira estável como modelo e atriz antes e depois de sua aparição como Playmate. O fotógrafo frequente da Playboy, Peter Gowland, usou imagens dela em muitos de seus livros de instruções. Ela morreu em 26 de maio de 1973, aos 34 anos.